# Wilhelm Müller (Richter)
Wilhelm Müller (* 19. Jahrhundert; † 20. Jahrhundert) war ein deutscher Amtsgerichtsrat sowie Vereins- und Verbandsfunktionär.
Müller hatte als Richter die Stelle eines Amtsgerichtsrats inne.
Müller gehörte zu den sauerländischen Honoratioren, die den von Ernst Ehmsen und Karl Féaux de Lacroix am 25. Mai 1890 verfassten Aufruf zur Gründung eines Sauerländischen Touristenvereins unterstützten. Nachdem der Vereinsname 1891 in Sauerländischer Gebirgsverein geändert worden war, gehörte Müller dem auf der ersten Generalversammlung des Vereins am 19. Juli 1891 gebildeten Vorstand unter dem Vorsitzenden Ehmsen an.
Von 1897 bis 1900 war Müller Geschäftsführer des Zentralausschusses und damit Vorsitzender des Verbands Deutscher Touristenvereine.